# Goliardo Gelardi
José Gelardi (Giuseppe Gollardo Gelardi lub Giuseppe Gelardi; ur. 9 maja 1906 w São Paulo, zm. ?) – piłkarz brazylijski grający na pozycji defensywnego pomocnika.

## Kariera klubowa
José Gogliardo karierę piłkarską rozpoczął w klubie Palestra Itália w 1928 roku. Z Palestra Itália zdobył mistrzostwo stanu São Paulo – Campeonato Paulista w 1932 roku. Jak wielu wówczas brazylijskich piłkarzy pochodzenia włoskiego zdecydował się na wyjazd do Włoch w 1933 roku. Już jako Guiseppe Gogliardo występował przez rok w SSC Napoli. W latach 1934–1937 grał w innym włoskim klubie Calcio Padova. W 1937 roku powrócił do Brazylii i zakończył karierę w Palestra Itália.

## Kariera reprezentacyjna
Feitiço zadebiutował w reprezentacji Brazylii 24 lutego 1929 w meczu ze urugwajskim klubem Rampla Juniors. Ostatni raz w reprezentacji zagrał 6 września 1931 w wygranym 2-0 meczu z reprezentacją Urugwaju, którego stawką było Copa Rio Branco 1931. Był to jego jedyny mecz międzypaństwowy.